# Pierre l'Ermite
Pour les articles homonymes, voir Saint Pierre.
Ne doit pas être confondu avec Pierre L'Ermite, nom de plume d'Edmond Loutil.
 (octobre 2023).
Pierre l’Ermite (né vers 1050 et possiblement mort en 1115), Pierre L’Hermite, Pierre d’Amiens ou Pierre d’Achères, est un religieux français du XIe siècle, qui prêcha la croisade après l’appel d’Urbain II au concile de Clermont et qui prit ensuite la tête d’une des principales croisades populaires de 1096. Il échappa au massacre des croisés de Civitot, rejoignit la croisade des barons, la suivit jusqu’à Jérusalem, mais disparut au moment de la prise de la ville.
C'est un bienheureux catholique fêté le 8 juillet.

## Biographie

### Origine
Selon certains auteurs il serait né vers 1050 et serait le fils de Renauld L'Ermite, de la Maison d'Auvergne, et d'Alide de Montaigu, de la Maison de Picardie. Il aurait été, avant de rentrer veuf dans les ordres, marié à Béatrix de Roussy, de la Maison de Normandie, avec laquelle il aurait eu deux enfants : Pierre et Ailide.
Selon d'autres il appartiendrait à une famille du nom de L'Hermite, seigneurs de Bétissart, fixée aux Pays-Bas, qui serait elle-même issue des seigneurs de L'Hermitage en Auvergne.
Ces affirmations sont contestées par d'autres auteurs, qui précisent d'autre part que rien ne vient confirmer que L'Hermite était son nom de famille, à une époque où il n'existait pas de noms de famille et que ces généalogies ont été inventées au XVIIe siècle.
Le surnom de Pierre d’Amiens attribué par quelques chroniqueurs milite en faveur d’une origine autour de cette ville, à défaut de la ville elle-même. Au XIXe siècle, les historiens le considèrent comme issu d’une famille noble, comme un chevalier ayant longtemps guerroyé et qui se serait ensuite repenti et aurait décidé de vivre en ermite. Mais les études critiques modernes ont montré qu’à part la citation très imprécise d’Albert d’Aix, cette affirmation n’est absolument étayée par rien. De toute manière aucun de ces historiens n’a pu donner un nom à la famille dont serait issu Pierre l’Ermite.

### Années d'incertitude
Il aurait étudié d'abord les lettres dans sa jeunesse en vue de se préparer à la vie ecclésiastique, mais il aurait changé d'avis et entra dans la carrière des armes sous la bannière du comte Eustache de Boulogne, le père de Godeffoy de Bouillon, avec qui il aurait été fait prisonnier dans une affaire près de Cassel dans les Flandres.
Il aurait épousé Béatrice de Roussy de qui il eut deux enfants, un fils et une fille. Trois ans après, devenu veuf, il se fit prêtre et anachorète.
On lui attribue un pèlerinage à Jérusalem effectué en 1093, au cours duquel il aurait constaté les persécutions exercées à l’encontre des pèlerins et qu’il aurait rapporté au pape, l’incitant à lancer son appel à la croisade, mais René Grousset qualifie cet épisode de « légende à rayer définitivement de l’histoire ».

### Croisade populaire

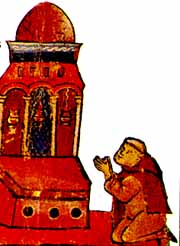
Pierre l'Ermite priant au Saint Sépulcre.
Illustration tirée de Guillaume de Tyr : Histoire d'Outremer

Le 27 novembre 1095, le pape Urbain II, qui avait déjà reçu les envoyés de l’empereur byzantin Alexis Comnène au concile de Plaisance six mois auparavant, lança un appel solennel à la Chrétienté pour inciter ses barons à partir en expédition pour délivrer les Lieux saints.
L’idée de la croisade prit tellement bien que des prédicateurs parcoururent les campagnes pour haranguer les foules dont un grand nombre - que l'historien Jacques Heers a appelé « les fous de Dieu » - décida de partir. Ceux-ci, associés à la diffusion de l'appel pontifical, drainaient de larges auditoires auxquels ils prêchaient la réforme des mœurs.
L’un des prédicateurs les plus connus est Pierre l’Ermite, qui commença sa prédication dans le Berry, puis l’Orléanais, la Champagne, la Lorraine et la Rhénanie, emmenant dans son sillage quinze mille pèlerins, encadrés par quelques chevaliers dont Gautier Sans-Avoir. Arrivé à Cologne le 12 avril 1096, il continua de prêcher auprès des populations allemandes, tandis que Gautier Sans-Avoir conduisit les pèlerins en direction de Constantinople.
Les travaux historiques commencent à se développer sur les premières persécutions contre les Juifs lors des croisades « allemandes ». L'historien Jean Richard note :
« Une récente étude de l'historien Jean Flori a mis en exergue l'extrémisme religieux de la croisade, car elle ne suivait pas uniquement les lignes tracées par Urbain II dans son discours de Clermont, les prédicateurs introduisaient dans leurs prêches une note antijuive qui allait se traduire par les exactions dont les juifs de Rhénanie et de la vallée du Danube ont été les principales victimes. »
Pierre l’Ermite usa des terreurs créées par les massacres commis lors des persécutions des Juifs, dans d’autres régions pour obtenir des communautés juives des régions qu’il traversait le ravitaillement et le financement des croisés.
Ayant persuadé un certain nombre d’Allemands de partir, il quitta Cologne à la tête d’environ douze mille croisés le 19 avril 1096 et traversa le Saint-Empire et la Hongrie en suivant le Danube.

#### Sac de Semlin
Une contestation, probablement à propos de l’achat de vivres, dans la ville de Semlin, près de la frontière entre la Hongrie et l’empire byzantin déclencha des bagarres, la ville fut prise d’assaut et quatre mille Hongrois furent tués. Les croisés n’échappèrent à la colère du roi Coloman de Hongrie qu’en se sauvant dans le territoire byzantin. Méfiants, les Byzantins cherchèrent à canaliser cette foule, n’y parvinrent pas et évacuèrent Belgrade qui fut aussitôt mise à sac. Ce pillage ainsi que celui des faubourgs de Nish montrent que Pierre l’Ermite ne maîtrisait déjà plus sa troupe. Malgré ces heurts, l’empereur Alexis Comnène fit bon accueil aux croisés et leur conseilla d’attendre la venue des barons à Constantinople, mais comme les Croisés pillaient les faubourgs de la ville, il leur fit traverser le Bosphore et leur attribua le camp de Civitot.

#### Massacre des croisés
Ne parvenant pas à discipliner les croisés qui choisirent d’autres chefs et commencèrent à faire des incursions en territoire turc, Pierre l’Ermite repartit vers Constantinople pour demander conseil à l’empereur. Les croisés remportèrent quelques succès face aux paysans turcs et à des garnisons faibles et peu nombreuses, mais furent massacrés lorsque le sultan Kılıç Arslan Ier revint avec son armée. Des vingt-cinq mille croisés installés à Civitot, seuls trois mille réussirent à être évacués à Constantinople où ils retrouvèrent Pierre l’Ermite.

#### Siège de Nicée
Les barons arrivèrent à Byzance au cours du printemps 1097 et après négociations, franchirent le Bosphore et mirent le siège devant Nicée. Pierre l’Ermite les y rejoignit avec les rescapés de la croisade populaire. La ville se rendit aux Byzantins le 26 juin 1097. Puis la croisade continua son chemin à travers l’Anatolie, défit à nouveau les Seldjoukides à Dorylée (1er juillet 1097) et atteignit Antioche le 21 octobre 1097.

#### Siège d'Antioche
Ce siège, l’un des plus durs de la croisade en raison de sa durée (près de huit mois) et des difficultés de ravitaillement fut la cause d’un certain nombre de défections, comme celle du comte Etienne-Henri de Blois. Pierre l’Ermite lui-même perdit espoir et déserta, avec Guillaume, dit « le Charpentier », vicomte de Melun. Mais Tancrède de Hauteville, craignant une désaffection générale, ne l’entendit pas ainsi, poursuivit les deux fugitifs et les ramèna de force aux abords d’Antioche où Bohémond de Tarente leur infligea une virulente admonestation. La ville d’Antioche fut prise le 2 juin 1098, mais elle fut assiégée le lendemain par une armée de secours commandée par Kerbogha, atabeg de Mossoul. Les croisés manquaient de vivres, n’ayant pas eu le temps de reconstituer les réserves, mais la découverte de la Sainte Lance par un pèlerin provençal du nom de Pierre Barthélemy redonna espoir aux croisés. Ils étaient tellement sûrs d’eux qu’ils envoyèrent Pierre l’Ermite accompagné d’un certain Herlouin qui parlait la langue arabe et servait d’interprète, en ambassade auprès de Kerbogha pour lui demander de lever le siège. Devant le refus de ce dernier, les croisés attaquèrent le camp de Kerbogha et défirent son armée.

#### Arrivée à Jérusalem
Après la victoire, les croisés restèrent de longs mois à Antioche et ne repartirent en direction de Jérusalem que le 13 janvier 1099. Pierre l'Ermite les accompagna et sa dernière apparition se fit sur le mont des Oliviers le 8 juillet 1099 lorsqu'il harangua la foule des croisés avant la prise de Jérusalem. La ville fut prise le 15 juillet 1099. Ensuite, il n'y a pas de certitude sur son sort.

### Disparition des sources et légendes

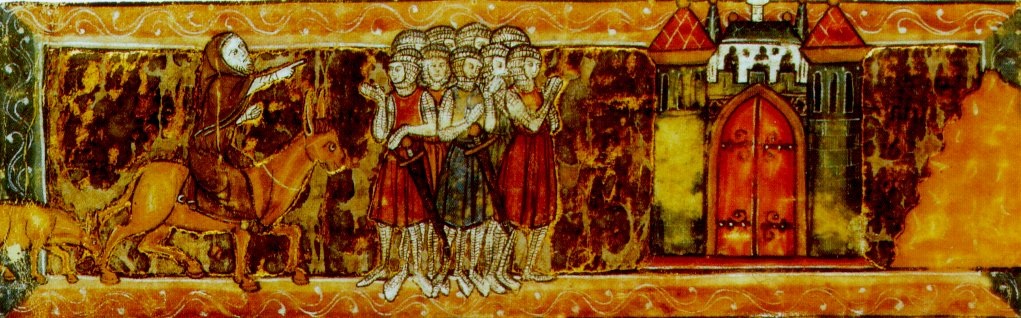
Illustration issue du Roman du Chevalier du Cygne. Manuscrit enluminé sur parchemin. 3e tiers du XIIIe siècle. BnF, Arsenal (Ms 3139 fol. 176v)

Une légende fait cependant réapparaître le personnage à Huy en 1100, où il fonde le monastère de Neufmoustier et où il finit ses jours en 1115. Cette légende trouve son origine dans les écrits de Jacques de Vitry qui trouva commode, pour convaincre les gens originaires de l'évêché de Liège du bien-fondé d'une participation à la croisade contre les Albigeois, de manipuler un peu l'histoire et de faire naître quelques personnages héroïques issus du Pas-de-Calais en bord de Meuse,. Et pourtant l'obituaire de l'abbaye de Neufmoustier à Huy note en sa page du 8 juillet 1115 que ce jour voit « la mort de Dom Pierre, de pieuse mémoire, vénérable prêtre et ermite, qui mérita d'être désigné par le Seigneur pour annoncer, le premier, la sainte Croix » et le texte poursuit par « après la conquête de la Terre sainte, Pierre revint au pays natal » et aussi que « il fonda cette église ... et s'y choisit une sépulture convenable ».

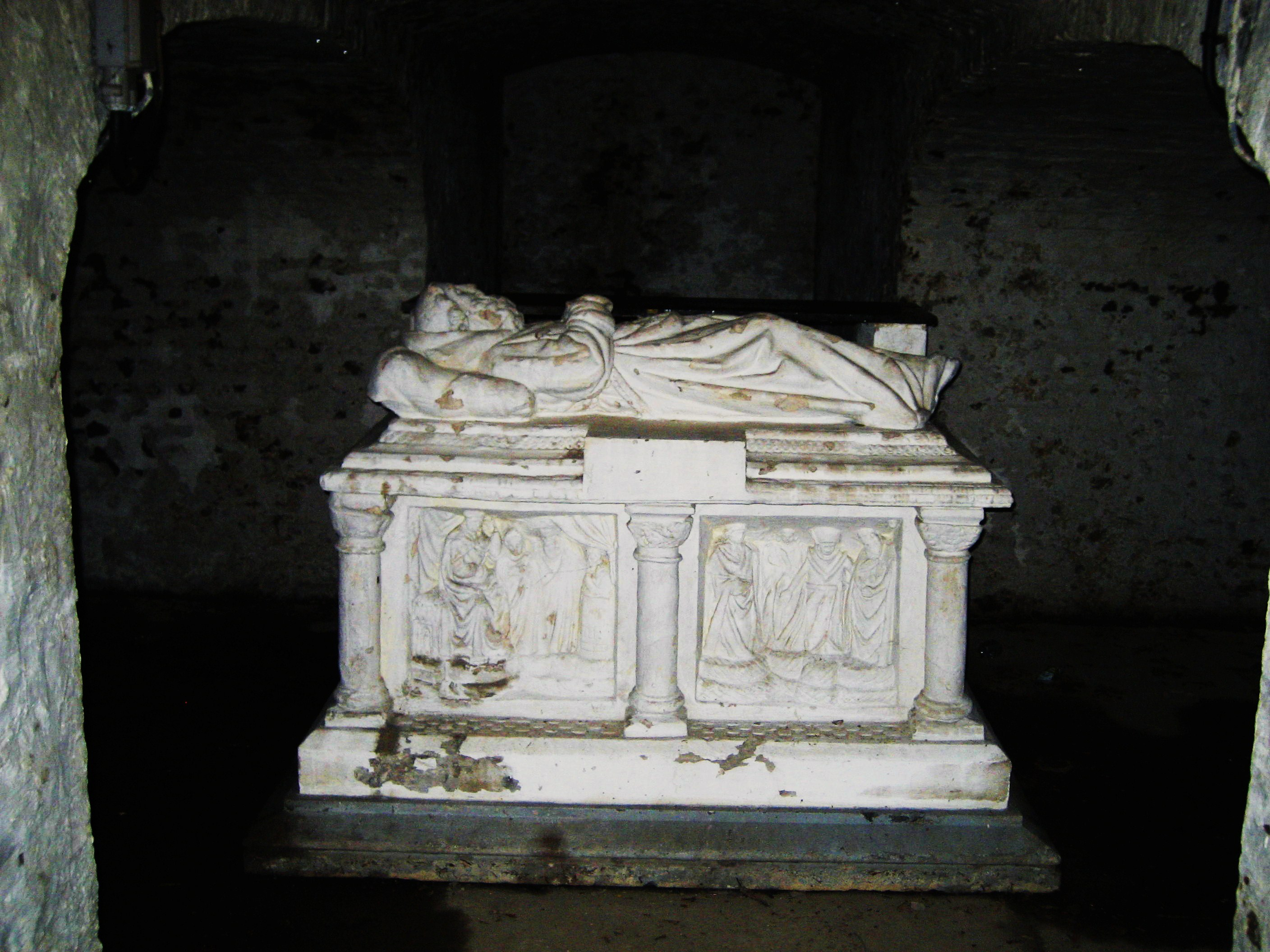
Le tombeau de Pierre l'Ermite à Huy dans les vestiges de l'Abbaye de Neufmoustier

Une autre légende est donnée au XIVe siècle par le trouvère français Jehan-le-Bouteiller, qui chante la mémoire d’« un dict Pierre l'Hermite deschendant d'un comte de Clairmont par un sieur d'Herrymont [qui] épousera une de Montagut ». Les parents de Pierre l'Ermite pourraient donc être Renauld d'Hérimont et Aleïdis de Montaigu (Aleïdis est signalée à Huy dans l'obituaire de Neufmoustier, déjà cité, comme la « mère de Dom Pierre, possédant une maison à Huy ») .
Au XIXe siècle, le Hutois Godefroid Camauër composera une cantate à quatre voix d'hommes, avec paroles en wallon de J. Dehin, Pierre l’Hermite ou l’départ des Creuhis po l’Terre Sainte.

## Reliques
Les reliques de Pierre l'Ermite reposent dans l'église de la commune italienne de Trevi nel Lazio et font l'objet d'un pèlerinage local.

## Dans la culture
Dans le livre Dominium Mundi de François Baranger le dirigeant de la croisade fictive du livre est un personnage nommée Pierre l'Ermite et ayant tenté de former une croisade populaire pour aller dans les terres de palestines,ce personnage est une inspiration de Pierre l’Ermite.

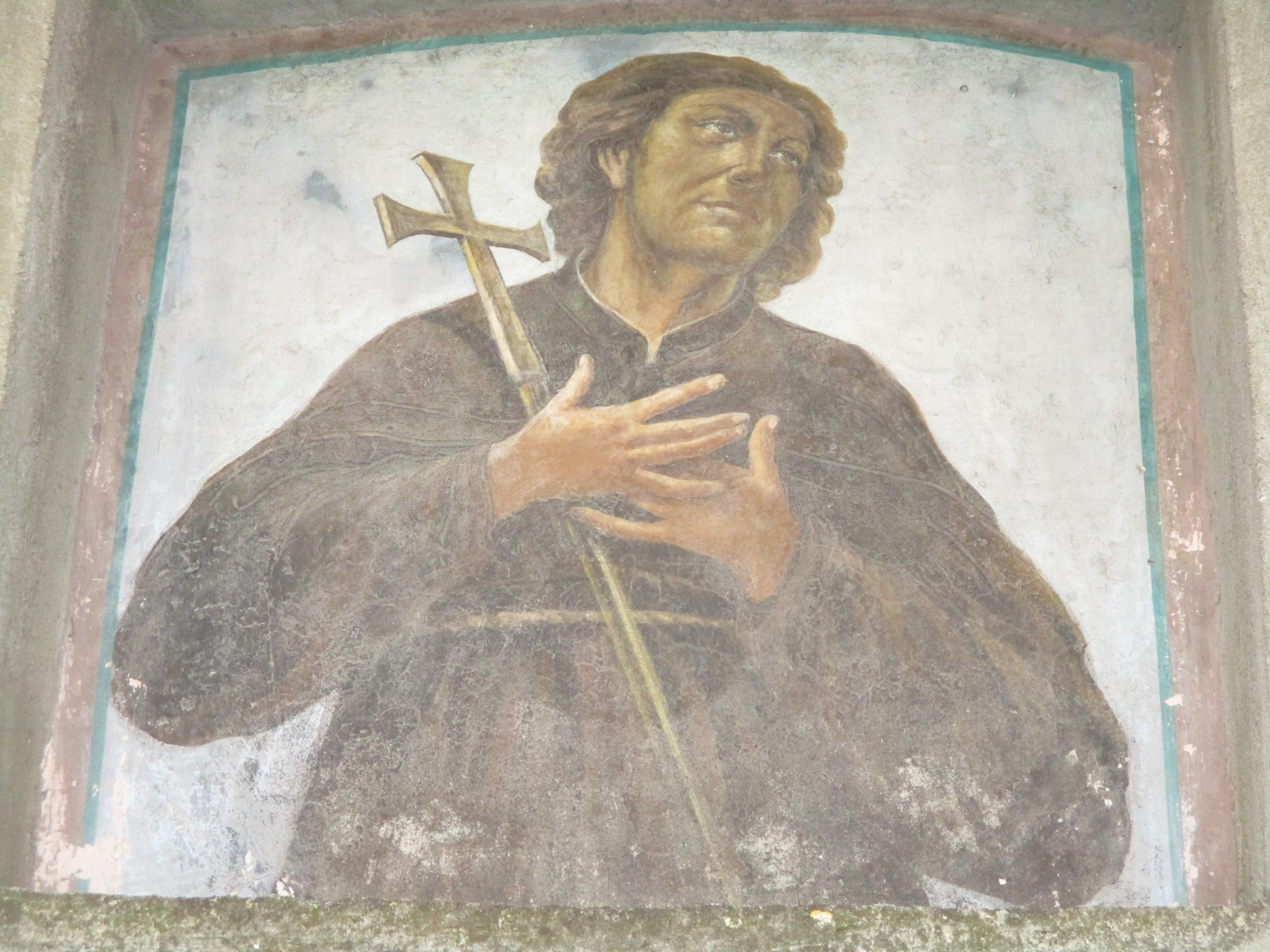
Fresque de saint Pierre l’Ermite en l’église de Trevi nel Lazio.